# Ramón Espinosa Aguilar
Ramón Espinosa Aguilar (València, 24 d'abril de 1950) és un artista faller valencià i professor jubilat del cicle formatiu de grau superior d'artista faller i construccions escenogràfiques a l'institut d'educació secundària Benicalap de València.

## Vida personal i formació
Des de la seua infantesa viscuda al seu barri natal de Campanar, al qual està fortament vinculat; demostra interés pel còmic i el tebeo i destresa pel dibuix. És fill de Vicenta Aguilar i Ramon Espinosa, pintor mural de professió i faller. El seu pare té un paper important per fer realitat la il·lusió de Ramon Espinosa d'esdevindre artista faller. Després de mostrar en reiterades ocasions la voluntat de dedicar-se a fer Falles, el seu progenitor parla amb l'artista Salvador Gómez Descalzo amb qui l'artista de Campanar s'inicia en el món de la realització de Falles.
Estudia dibuix i modelatge a l'Escola d'Arts i Oficis del Cap i Casal tenint com a mestres a noms de la talla de Genaro Lahuerta, Octavio Vicent i José Azpeitia Compagina la seua formació amb el paper d'aprenent al taller de Pascual Gimeno, qui li ensenya les principals tècniques de maquetació i modelatge en fang entre altres necessàries per a la creació de Falles.

## Trajectòria professional
Tot i realitzar Falles infantils de manera aficionada en els anys 60, la seua etapa professional s'inicia en l'any 1971 realitzant l'obra infantil de la comissió Trinitat - Alboraia amb el lema "Fantasia espanyola". Dos anys després aconsegueix un guardó destacat fent-se amb el segon premi de la secció A amb "El Vell Oest" plantada a la mateixa demarcació. Durant el servei militar s'examina per obtindre el carnet del Gremi i en un breu espai de temps passa a Falles grans debutant amb Nord - Dr. Zamenhoff en 1975. "Coses massa agres o dolces" li servirà com a Falla d'examen.

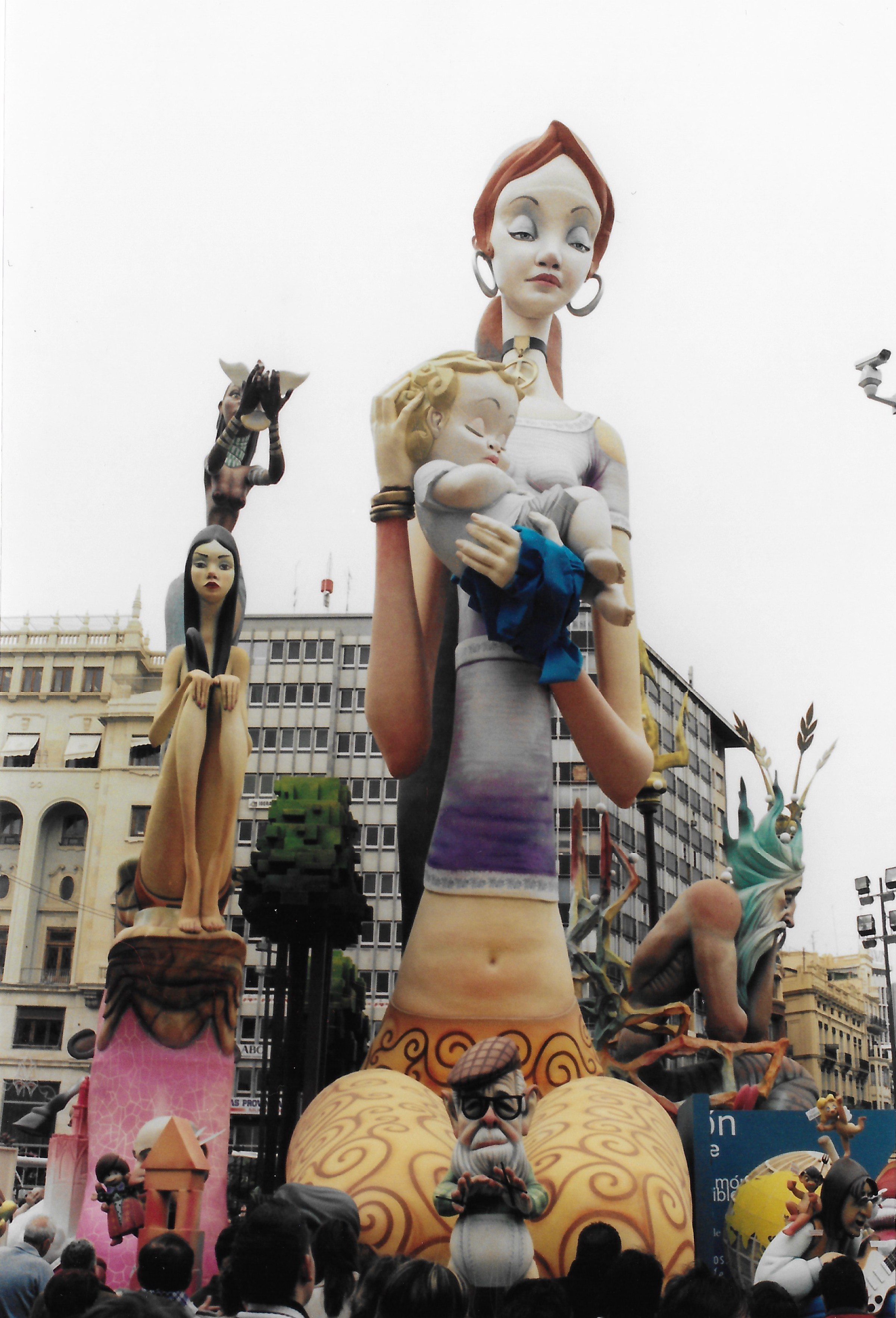
"Imagine", de Ramon Espinosa per la Falla municipal de València 2006

Després per plantar Falles en diverses comissions i categories el seu camí artístic el fa tornar al seu barri de la mà de Monestir de Poblet - A. Albiñana, més coneguda com l'Antiga de Campanar. L'etapa de Ramon Espinosa en aquesta ubicació es podria dividir en dues etapes. La primera de 1980 fins a 1986 es caracteritza per obres de caràcter convencional amb temàtiques més o menys habituals al món faller. És a la segona etapa de 1987 fins a 1993 on l'artista donarà un canvi a la seua producció que li reportarà grans èxits. Motivat per un llibre del dibuixant Boris Vallejo decideix dur l'art fantàstic de l'il·lustrador i pintor peruà a la seua producció fallera. El propi Espinosa destaca que aquest fet resulta un punt d'inflexió crucial en la seua obra. Així en 1987 plasma aquests conceptes en "Aberracions" , que li reporta el primer premi de primera A, però més important obri la porta als trets principals que caracteritzaran la seua producció en anys successius.
La trajectòria artística de Ramon Espinosa està marcada per l'any 1989 en què planta el que serà el seu debut en secció especial de les Falles de València i també la primera participació de la comissió en la màxima categoria. En un context d'ebullició cultural i redisseny de la ciutat de València i en les acaballes de la Moguda Valenciana, l'obra "L'eroticrònica" suposa una fita que transcendeix de l'àmbit faller i s'emmarca dins d'aquest ambient de renovació de la societat.Traslladant a volum dibuixos de Chris Achilleos, la Falla impacta al públic per la seua composició arriscada com per la seua temàtica transgressora que proclama una nova forma d'entendre les relacions afectives i sexuals. A més, es fa amb el primer premi d'Especial aconseguint de nou dur el guardó més enllà del vell llit del Túria com Salvador Debón tres dècades abans a Visitació - Oriola.
Les següents participacions de l'artista a Secció Especial viatgen per la modernitat i la trangressió, però també aposten per models menys atrevits. Així en 1991 repetix màxim guardó amb "Contes xinesos", Falla de grans dimensions amb temàtica oriental. La seua producció a l'elit de la creació fallera també inclou obres per a les comissions de Plaça del Mercat Central, Malvarrosa - A. Ponz - Cavite i Cervantes - Pare Jofre. Altre dels punts a destacar és l'autoria de la Falla municipal de València 2006. Amb "Imagine" Ramon Espinosa s'inspira en la famosa cançó de John Lennon per desenvolupar una temàtica que gira entorn a la imaginació i la possibilitat de fer realitat els somnis. A proposta d'Espinosa les escenes són realitzades per diferents artistes que donen la seua visió del concepte principal. Malauradament la Falla patix un incendi provocat pel llançament de material inflamable per part de desconeguts en moto. La ràpida intervenció i solidaritat de companys de professió va fer possible la seua reconstrucció en un temps rècord.

## Influències i característiques de la seua obra
Ramon Espinosa reconeix el paper fonamental de Pascual i Salvador Gimeno en la seua carrera d'artista faller. També destaca que la seua vocació té molta raó de ser gràcies a grans noms de l'art faller com són Regino Mas, Salvador Debón, Vicente Luna, Vicente Agulleiro, Pepe Martínez Mollá i Pepet entre d'altres. Fora de l'àmbit faller el món del tebeo, el còmic i l'art fantàstic exerceixen una important influència en les seues Falles.
Artista total, domina totes les disciplines de la creació de Falles. És un dels pioners en la pintura a pistola a més de la seua habilitat en altres àmbits com el modelatge i la maquetació. Les seues Falles són transgressores tant en el fons com en la forma i suposen un trencament amb els plantejaments estètics convencionals. Pel que fa a la temàtica la sàtira i la defensa de l'estima i sexe lliure són ben presents als guions de les seues obres.